# Philus neimeng
Philus neimeng là một loài bọ cánh cứng trong họ Cerambycidae.